# François Nicolas Auguste Collas
François Nicolas Auguste Collas, né en 1776 à Thionville et mort à Brest le 24 mars 1826, est un pharmacien de la Marine français qui participa à l'expédition Baudin vers la Nouvelle-Hollande (Australie) (1800-1804).

## Voyage
François Collas embarque à bord du Naturaliste en tant que pharmacien avec le grade d'aspirant. Il est transféré à bord du Géographe à Port Jackson, le 3 novembre 1802.